# Гастрит
Гастри́т (лат. gastritis, от др.-греч. γαστήρ [gaster] «желудок» + суффикс -itis «воспаление») — воспалительные и дистрофические изменения слизистой оболочки желудка, возникшие по различным причинам.
Различают две основные формы гастрита – острый и хронический, из прочих форм обычно выделяют алкогольный гастрит.
Острый гастрит — острое воспаление слизистой оболочки желудка, вызывается непродолжительным действием сильных раздражителей, в том числе недоброкачественной пищи и лекарств.
Хронический гастрит — имеющее разные причины (полиэтологическое) заболевание, это длительно протекающее рецидивирующее воспалительное поражение слизистой оболочки желудка, протекающее с её структурной перестройкой и нарушением функций желудка: секреторной (кислотообразующей и пепсинообразующей), моторной и инкреторной (синтеза гастроинтестинальных гормонов).

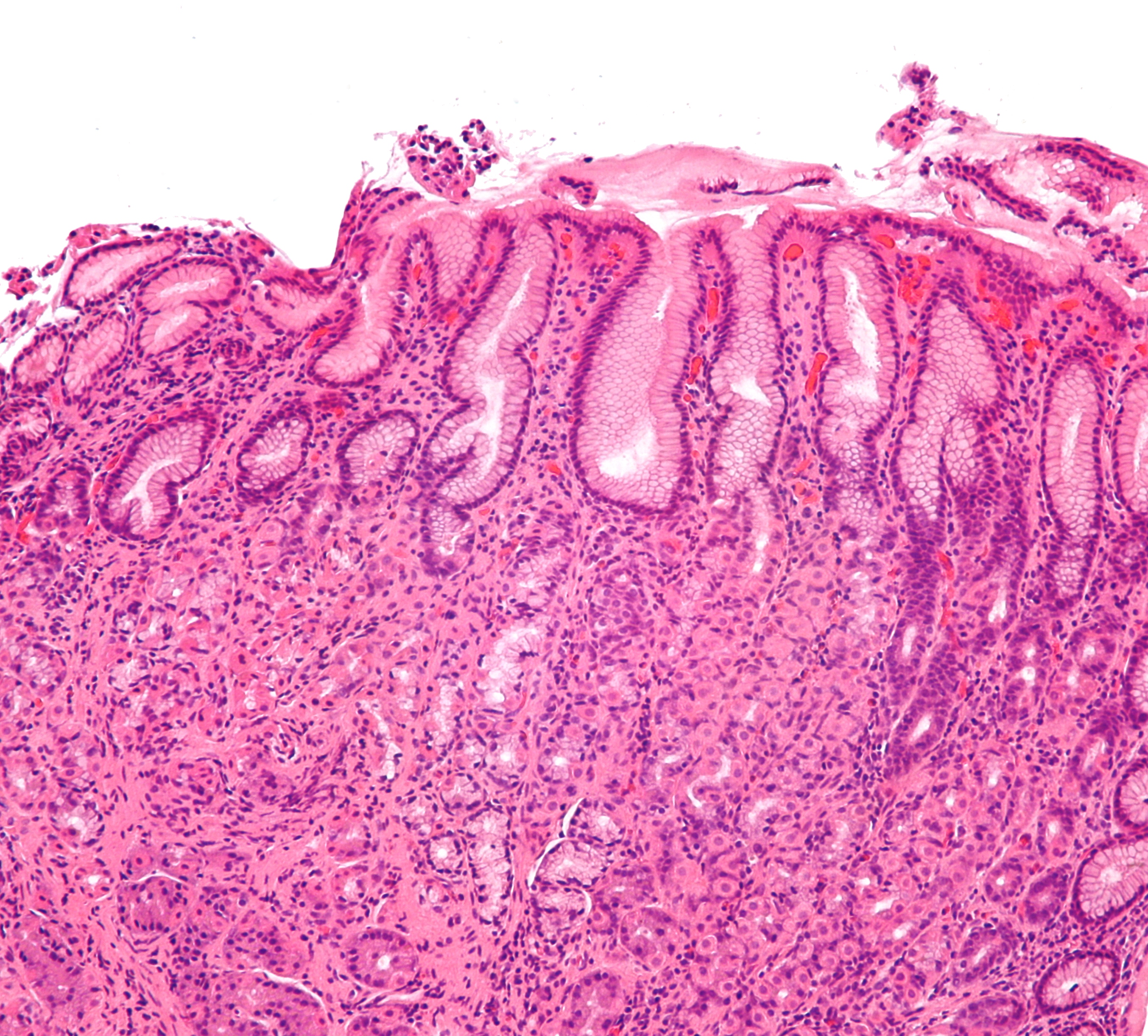
Микрофотография слизистой оболочки желудка больного гастритом хеликобактерной этиологии.

Прогрессирование заболевания ведёт к нарушению основных функций желудка, прежде всего секреторной. Частота заболеваемости увеличивается с возрастом.

## Классификация
Единая универсальная классификация гастрита отсутствует, существует множество разных классификаций: клиническая, морфологическая, эндоскопическая и другие.
В 1973 году появилась первая, получившая широкое распространение, классификация гастритов (эту классификацию хронических гастритов предложили R. G. Strickland и J. R. Mackay):
- тип A — аутоиммунный гастрит, при котором воспаление вызвано антителами к париетальным (обкладочным) клеткам желудка, при этом в крови обнаруживается повышенное содержание гастрина;
- тип B — бактериальный гастрит, связанный с инфицированием слизистой оболочки желудка бактерией Helicobacter pylori (он составляет до 90 % всех случаев хронического гастрита в развивающихся странах и менее 50 % в развитых[10]);
- тип С — химико-токсический гастрит, он развивается вследствие заброса жёлчи и лизолецитина в желудок при дуоденогастральном рефлюксе или в результате приёма некоторых лекарств (чаще всего встречается в результате приёма Нестероидных противовоспалительных препаратов), а также в результате воздействия других принятых вовнутрь веществ.

Также специалисты выделяют пангастрит — гастрит смешанного типа, обычно это комбинация типов «A» и «B».
В 1990 году была предложена сиднейская классификация гастритов с четырьмя измерениями: тип, локализация, морфология, этиология.
Типы гастритов по сиднейской классификации:
- острый гастрит;
- хронический гастрит;
- особые формы (специальные формы) гастрита:

- реактивный гастрит;
- лимфоцитарный гастрит;
- эозинофильный гастрит;
- гипертрофический гастрит;
- гранулематозный гастрит;
- другие формы гастрита.

Локализации гастритов по сиднейской классификации:
- гастрит антрального отдела желудка (пилородуоденит);
- гастрит тела желудка (гастрит фундального отдела);
- пангастрит (распространённый)

Морфологическая классификация гастритов — сиднейская классификация морфологических изменений с оценкой следующих факторов:
- степень воспаления;
- активность воспаления;
- атрофия желудочных желёз;
- метаплазия;
- обсеменение слизистой желудка Helicobacter pylori.

Этиологическая классификация гастритов (часть сиднейской классификации:
- инфекционные гастриты (вызваны инфекцией Helicobacter pylori);
- неинфекционные гастриты:

- аутоиммунный гастрит;
- алкогольный гастрит;
- постгастрорезекционный гастрит;
- гастрит, обусловленный приёмом НПВС;
- гастрит, обусловленный химическими агентами.

Эндоскопическая категории гастритов, по сиднейской классификации является уточняющими к морфологическим изменениям слизистой желудка:
- эриматозный или экссудативный гастрит (поверхностный гастрит);
- плоские эрозии слизистой желудка;
- приподнятые эрозии слизистой желудка;
- геморрагический гастрит;
- гиперпластический гастрит;
- рефлюкс-гастрит — гастрит, сопровождающийся дуоденогастральным рефлюксом.

Эндоскопическая классификация хронических гастритов по эндоскопической картине слизистой желудка:
- пограничные изменения (граница нормы);
- субатрофический гастрит:

- атрофические изменения:

- мелкоочаговые;
- крупноочаговые;

- гипертрофические изменения:

- узелковые;
- бородавчатые;
- полиповидные;

- атрофический гастрит.

Классификация МКБ-10:
- К 29. Гастрит и дуоденит.

- К 29.0. Острый геморрагический гастрит — острый (эрозивный) гастрит с кровотечением.
- К 29.1. Другие острые гастриты.
- К 29.2. Алкогольный гастрит.
- К 29.3. Хронический поверхностный гастрит.
- К 29.4. Хронический атрофический гастрит — атрофия слизистой оболочки желудка.
- К 29.5. Хронический гастрит неуточнённый:

- антральный;
- фундальный.

- К 29.6. Другие гастриты.

- Гастрит гипертрофический гигантский.
- Гранулематозный гастрит.
- Болезнь Менетрие.

- К 29.7. Гастрит неуточнённый.

## Острый гастрит
Острым гастритом называют острое воспаление слизистой оболочки желудка, вызванное разовым или непродолжительным воздействием сильных раздражителей. Острый гастрит часто развивается вследствие попадания в желудок раздражающих веществ, например, некоторых лекарств, или после употребления некачественной пищи. Кроме того, острый гастрит может возникать и на фоне других общих заболеваний, часто — при острых инфекциях или нарушениях обмена веществ.
В зависимости от клинических проявлений и характера повреждения слизистой оболочки желудка в диагностике выделяют следующие типы острого гастрита: катаральный, фибринозный, коррозийный и флегмонозный.
- Катаральный гастрит (лат. gastritis catarrhalis), он же простой гастрит и банальный гастрит характеризуется инфильтрацией лейкоцитов в слизистую оболочку желудка, воспалением, дистрофией эпителия слизистой[3]. Частые его причины — пищевые отравления и нерациональное питание[13].
- Фибринозный гастрит (лат. gastritis fibrinosa), он же дифтеритический гастрит возникает при отравлении кислотами, сулемой или при тяжёлых инфекционных заболеваниях. Острый фибринозный гастрит проявляется дифтеритическим воспалением слизистой оболочки желудка[13].
- Коррозийный гастрит (лат. gastritis corrosiva), некротический гастрит или токсико-химический гастрит возникает из-за попадания в желудок концентрированных кислот, концентрированных растворов щёлочей или солей тяжёлых металлов. Он характеризуется некротическими изменениями тканей желудка[13].
- Флегмонозный гастрит (лат. gastritis phlegmonosa) — острый гастрит с гнойным расплавлением стенки желудка и распространением гноя по подслизистому слою желудка. Он возникает в результате травмы и как осложнения язвенной болезни желудка, рака желудка и некоторых инфекционных болезней[13].

## Хронический гастрит
Хронический гастрит — полиэтологическое, длительно протекающее и рецидивирующее воспалительное поражение слизистой оболочки желудка, сопровождающееся её структурной перестройкой и нарушением функций желудка: секреторной (образования кислот и пепсинов), моторной (сокращения желудка) и инкреторной (синтеза гастроинтестинальных гормонов).

### Этиология хронического гастрита
Появление и развитие хронического гастрита определяется воздействием на ткани желудка многих факторов. Основными внешними (экзогенными) этиологическими факторами, способствующими возникновению хронического гастрита, являются:
- наиболее существенный — заражённость желудка Helicobacter pylori и, в меньшей степени, другими бактериями или грибами;
- вредные привычки: алкоголизм и курение;
- длительный приём лекарств, раздражающих слизистую оболочку желудка, в особенности, глюкокортикоидных гормонов и нестероидных противовоспалительных препаратов, ацетилсалициловой кислоты;
- воздействие на слизистую радиации и химических веществ;
- паразитарные инвазии (описторхоз, лямблиоз и т. п.);
- хронический стресс.

Внутренними (эндогенными) факторами, способствующими возникновению хронического гастрита, являются:
- генетическая предрасположенность;
- дуоденогастральный рефлюкс;
- аутоиммунные процессы, повреждающие клетки желудка
- эндогенные интоксикации;
- гипоксемия;
- хронические инфекционные заболевания;
- нарушения обмена веществ;
- эндокринные дисфункции;
- недостаток витаминов;
- рефлекторные воздействия на желудок от других поражённых органов.[14][уточнить]

#### Helicobacter pylori

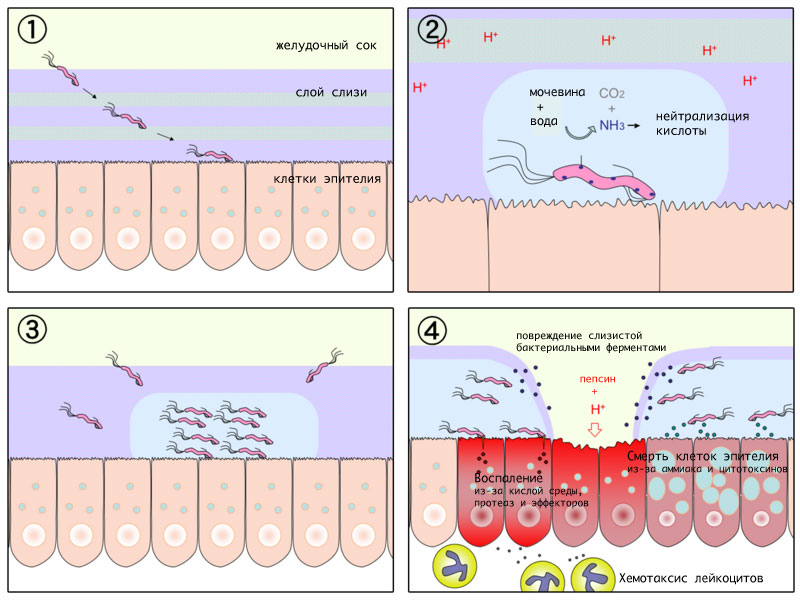
Схематическое изображение патогенеза гастритов, вызванных хеликобактером:
1. Helicobacter pylori проникает через слой слизи в желудке хозяина и прикрепляется к эпителиальным клеткам;
2. бактерии катализируют превращение мочевины в аммиак, нейтрализуя кислотную среду желудка;
3. размножаются, мигрируют и образуют инфекционный центр;
4. в результате разрушения слизистой, воспаления и смерти клеток эпителия образуются изъязвления желудка

Во второй половине XX века была обнаружена Helicobacter pylori — бактерия, инфицирование которой является одним из основных факторов в этиологии хронического гастрита. Это спиралевидная грамотрицательная бактерия, которая инфицирует различные области желудка и двенадцатиперстной кишки. Многие случаи язв желудка и двенадцатиперстной кишки, гастритов, дуоденитов, и, возможно, некоторые случаи лимфом желудка и рака желудка вызваны инфицированием Helicobacter pylori[уточнить]. Успешный опыт с самозаражением одного из первооткрывателей роли Helicobacter pylori в развитии болезней желудка и двенадцатиперстной кишки — Барри Маршалла и группы добровольцев послужил убедительным доказательством этой теории. В 2005 году Барри Маршалл и его коллега Робин Уоррен за своё открытие были удостоены Нобелевской премии по медицине.
Однако у большинства, до 90 % носителей Helicobacter pylori не обнаруживается никаких симптомов связанных в этой бактерией заболеваний. Также не каждый хронический гастрит в своей основе имеет бактериальную причину

### Хронический гастрит и функциональная диспепсия
Хронический гастрит, проявляющийся стойким структурным изменением слизистой желудка, чаще всего не имеет клинических проявлений. В западных странах диагноз «хронический гастрит» в последнее время ставится редко, врач обычно ориентируется на симптоматику заболевания и на её основании применяет термин «функциональная диспепсия». В России же, наоборот, диагноз «функциональная диспепсия» ставится очень редко, во много раз чаще применяется диагноз «хронический гастрит». В Японии, стране с наибольшей частотой рака желудка, диагнозы «хронический гастрит» и «функциональная диспепсия» комбинируют, указывая тем самым на наличие или отсутствие изменений слизистой оболочки желудка и/или соответствующих клинических симптомов.

### Клинические проявления
Хронический гастрит клинически проявляется как местными, так и общими расстройствами, которые, как правило, появляются в периоды обострений:[уточнить]
- Местные расстройства характеризуются симптомами диспепсии (тяжесть и чувство давления, полноты в подложечной области, появляющиеся или усиливающиеся во время еды или вскоре после еды, отрыжка, срыгивание, тошнота, неприятный привкус во рту, жжение в эпигастрии, нередко изжога, которая говорит о нарушении эвакуации из желудка и забросе желудочного содержимого в пищевод). Эти проявления чаще возникают при определённых формах хронического антрального гастрита, которые ведут к нарушению эвакуации из желудка, повышению внутрижелудочного давления, усилению гастроэзофагеального рефлюкса и обострению всех перечисленных симптомов. При хроническом гастрите тела желудка проявления встречаются нечасто и сводятся преимущественно к тяжести в эпигастральной области, возникающей во время или вскоре после еды.

У больных с Helicobacter pylori-ассоциированным хроническим гастритом, длительное время протекающим с повышением секреторной функцией желудка, могут появиться признаки «кишечной» диспепсии в виде расстройств дефекации. Часто они носят эпизодический характер и нередко становятся основой для формирования синдрома раздражённого кишечника (желудочно-тонкокишечный, желудочно-толстокишечный рефлюкс).
- Общие расстройства могут проявляться следующими синдромами:
  - слабостью, раздражительностью, нарушениями со стороны сердечно-сосудистой системы — кардиалгии, аритмии, артериальной неустойчивостью;
  - у пациентов с атрофическим хроническим гастритом может развиться симптомокомплекс, схожий с демпинг-синдромом (внезапная слабость, бледность, потливость, сонливость, возникающие вскоре после еды), иногда сочетающихся с расстройствами кишечника, с императивным позывом к стулу;
  - у пациентов с хроническим гастритом тела желудка и развитием В12-дефицитной анемии появляются слабость, повышенная утомляемость, сонливость, наблюдается снижение жизненного тонуса и утрата интереса к жизни; возникают боли и жжение во рту, языке, симметричные парестезии в нижних и верхних конечностях;
  - у пациентов с Helicobacter pylori-ассоциированным антральным хроническим гастритом с повышенной кислотностью возможно развитие язвенноподобных симптомов, свидетельствующих о возможном предъязвенном состоянии.

### Диагностика
Установление клинического диагноза основывается на определении типа хронического гастрита, оценке степени распространённости морфологических признаков заболевания, наличии и выраженности нарушений функции желудка.
Этапы диагностики хронического гастрита:[уточнить]
- Клиническая диагностика — анализируются жалобы больного, анамнез, данные осмотра пациента, высказывается предположительный диагноз и составляется рациональный план инструментального обследования.
- Эндоскопическая диагностика с обязательной биопсией — уточняется наличие Helicobacter pylori, характер и локализация изменений слизистой оболочки желудка, наличие предраковых изменений слизистой оболочки желудка. Для биопсии берётся не менее чем 5 фрагментов (2 — из антрального отдела, 2 — из тела желудка, 1 — из угла желудка).
- Дыхательная диагностика — уточняется наличие Helicobacter pylori. Данный метод предполагает приём пациентом мочевины нормального изотопного состава и последующее измерение концентрации аммиака с помощью газоанализатора.
- Лабораторная — клинический анализ крови, биохимический анализ крови, клинический анализ мочи, клинический анализ кала, анализ кала на скрытую кровь, выявление инфекции Helicobacter pylori.
- Ультразвуковое исследование печени, поджелудочной железы, жёлчного пузыря — для выявления сопутствующих заболеваний желудочно-кишечного тракта.
- Внутрижелудочная pH-метрия — определение состояния секреции и диагностика функциональных нарушений при кислотозависимых заболеваниях ЖКТ.
- Электрогастроэнтерография — исследование моторно-эвакуаторной функции желудочно-кишечного тракта с целью определения дуоденогастрального рефлюкса.
- Манометрия верхних отделов желудочно-кишечного тракта, с помощью которой определяется наличие или отсутствие рефлюкс-гастрита (в норме в двенадцатиперстной кишке давление 80—130 мм вод. ст., у пациентов с рефлюкс-гастритом оно повышено до 200—240 мм вод. ст.).
- Дуоденальное зондирование — для выявления следов паразитов в печени.

Существует проблема излишне частой постановки диагноза «хронический гастрит» — этот диагноз ставится при самых различных неясных жалобах, затрагивающих верхние отделы желудочно-кишечного тракта, в случаях, когда врачи не стремятся прибегать к тщательному диагностическому поиску и выявлять истинные причины жалоб.

## Лечение

### Медикаментозное лечение
Проведение эрадикационной терапии при положительном результате тестирования на инфекцию H. pylori пациентам с хроническим гастритом в качестве этиологического лечения.
Проведение эрадикационной терапии при положительном результате тестирования на инфекцию H. pylori пациентам с атрофическим гастритом для предотвращения прогрессирования атрофии.
Проведение антисекреторной терапии ингибиторами протонного насоса или ребамипидом пациентам с эрозивным гастритом, в том числе на фоне приёма нестероидных противовоспалительных препаратов, с целью достижения заживления эрозий.
Проведение терапии висмута трикалия дицитратом или ребамипидом пациентам с хроническим гастритом, в том числе атрофическим, с целью потенцирования защитных свойств слизистой оболочки.
Проведение терапии ингибиторами протонного насоса пациентам с хроническим гастритом и симптомами диспепсии, в том числе в сочетании с функциональной диспепсией, в качестве симптоматического лечения.
Проведение терапии препаратами, обладающими прокинетическим эффектом пациентам с хроническим гастритом и симптомами диспепсии, в том числе в сочетании с функциональной диспепсией, в качестве симптоматического лечения.
Лечение ребамипидом пациентам с хроническим гастритом и симптомами диспепсии для купирования этих симптомов.

### Эндоскопическое лечение
Эндоскопическая резекция единым блоком пациентам с хроническим гастритом при обнаружении эндоскопически видимых патологических участков дисплазии низкой или высокой степени.

### Режим питания при гастрите
При обострении гастрита необходима щадящая диета. Больным гастритом противопоказаны шоколад, кофе, газированные напитки, алкоголь, консервы, концентраты и суррогаты любых продуктов, пряности, специи, а также продукция предприятий быстрого питания, блюда, провоцирующие брожение (виноград, чёрный хлеб и т. п.), копчёная, жирная и жареная пища, изделия из сдобного теста. При этом питание должно быть разнообразным и богатым белками и витаминами. По окончании острого состояния питание должно становиться полноценным с соблюдением стимулирующего принципа в период ремиссии у больных с пониженной кислотностью. Рекомендуется дробный приём пищи, по 5—6 раз в сутки.[уточнить]

## Профилактика

### Диета
Особенности рациона не оказывают влияния на развитие гастрита. Проведённые исследования не подтвердили гипотезу о роли определённых продуктов в развитии гастрита, включая острую пищу и кофе.

## Военно-врачебная экспертиза
Освидетельствование граждан при гастрите происходит в соответствии с 59-й статьёй расписания болезней. В зависимости от степени нарушения функций призывнику выставляется одна из нижеуказанных категорий годности:
- Категория годности «В»: гастриты с нарушением секреторной, кислотообразующей функций, частыми обострениями и нарушением питания (ИМТ 18,5 — 19,0 и менее), требующими повторной и длительной госпитализации (более 2 месяцев) при безуспешном лечении в стационарных условиях.
- Категория годности «Б-3»: хронические гастриты с незначительным нарушением секреторной функции с редкими обострениями[24].

## Гастрит у животных
У животных при остром течении гастрита симптоматика весьма разнообразна: от почти бессимптомно протекающего серозного отёка до резко выраженных общих, а иногда и местных проявлений при тяжёлых формах экссудативного воспаления. Симптомы: отрыжка, запор, у всеядных — рвота после приёма корма или независимо от него. При хронической форме гастрита симптомы вариабельны. Основной синдром — желудочная диспепсия, одновременно с этим постепенно снижается эластичность кожи, исчезает блеск волос, развивается бледность или желтушность слизистых оболочек[уточнить].